# Клэр (река)
Клэр (англ. Clare, ирл. Abhainn an Chláir) — река в графствах Мейо и Голуэй Ирландии.
Река протекает на севере Баллихониса, спускается через Данмор, Милтаун, проходит рядом с Туамом, следует через Тёрлохмор, Клэрголуэй, проходит через Лох-Корриб, и через реку Корриб следует к заливу Голуэй